# Chrysopilus cochinensis
Chrysopilus cochinensis är en tvåvingeart som beskrevs av Enrico Adelelmo Brunetti 1920. Chrysopilus cochinensis ingår i släktet Chrysopilus och familjen snäppflugor. Inga underarter finns listade i Catalogue of Life.